# Badia di San Pietro a Ruoti
La chiesa di San Pietro a Ruoti è un edificio sacro che si trova in località Badia a Ruoti, a Bucine.

## Descrizione
La chiesa è documentata dal 1076, quando aderì alla regola camaldolese; aveva giurisdizione su numerose chiese e monasteri tra la Valdambra e il Senese. Dal 1561 fu unita alla mensa vescovile di Montepulciano. Il complesso, costituito dalla chiesa, dalla cappella della Compagnia e dal convento con chiostro interno, ha subito nel corso dei secoli profonde trasformazioni. La chiesa presenta nella facciata un protiro pensile risalente all'XI secolo. L'interno, a croce latina, è a una sola navata conclusa da abside semicircolare; all'incrocio della navata con il transetto si innalza una cupola rivestita all'esterno da un alto tiburio ottagonale. All'interno, oltre ad affreschi frammentari del XVI secolo, all'altare è l'Incoronazione della Vergine tra i Santi Pietro, Bartolomeo, Benedetto, Paolo, Jacopo e Romualdo, eseguita da Neri di Bicci tra 1471 e 1472, in una cornice architravata di Giuliano da Maiano.